# Хельсинкская декларация
О политической декларации см. Заключительный акт Совещания по безопасности и сотрудничеству в Европе
Хельсинкская декларация (DoH, фин. Helsingin julistus) – свод этических принципов проведения экспериментов c участием человека, разработанный Всемирной медицинской ассоциацией (WMA) в 1964 году для медицинского сообщества. Он широко известен как краеугольный документ по этике исследований с участием человека .
Она не является юридически обязательным документом в соответствии с международным правом, её роль была описана на Бразильском форуме в 2000 году следующими словами: «Несмотря на то, что за Хельсинкскую декларацию отвечает Всемирная медицинская ассоциация, этот документ следует считать достоянием всего человечества».
Декларация рассматривала проведение клинической исследовательской деятельности и проводила разделение между исследованиями с лечебной целью и исследованиями, не имеющими терапевтического компонента. Однако это разделение было устранено в более поздних версиях декларации. Как и Нюрнбергский кодекс, Хельсинкская декларация делает центральным документом этической исследовательской деятельности информированное согласие, однако допускает согласие представителя субъекта исследования, если он является недееспособным лицом, в частности несовершеннолетним либо человеком с физической или психической неполноценностью, из-за которой он не способен дать информированное согласие самостоятельно.

## Принципы
Декларация является морально обязательной для врачей, и это обязательство превалирует над любыми национальными или местными законами или правилами, если Декларация предусматривает более высокий стандарт защиты людей, чем последний. Исследователи по-прежнему обязаны соблюдать локальное законодательство, но при этом они должны придерживаться более высоких стандартов.

### Основные принципы
Основополагающим принципом является уважение к человеку (Статья 8), его право на самоопределение и право принимать осознанные решения (Статьи 20, 21 и 22) относительно участия в исследовании, как на начальном этапе, так и в ходе его проведения. Обязанности исследователя распространяются исключительно на пациента (статьи 2, 3 и 10) или добровольца (статьи 16, 18), и хотя необходимость в исследовании существует всегда (статья 6), благополучие субъекта исследований всегда должно превалировать над интересами науки и общества (статья 5), а этические соображения всегда должны превалировать над законами и правилами (статья 9). Признание возросшей уязвимости отдельных лиц и групп требует особой бдительности (Статья 8). Признано, что если участник исследования недееспособен, физически или умственно не может дать согласие или является несовершеннолетним (Статьи 23, 24), то следует рассмотреть возможность получения суррогатного согласия от лица, действующего в наилучших интересах участника, хотя его согласие всё равно должно быть получено, если это вообще возможно (Статья 25). 

### Принципы проведения исследований
Исследования должны базироваться на глубоком знании научных основ (Статья 11), тщательной оценке риска и пользы (Статьи 16, 17), иметь обоснованную вероятность пользы для исследуемой популяции (Статья 19) и проводиться соответствующим образом подготовленными исследователями (Статья 15) по утвержденным протоколам, подлежащим независимой этической экспертизе и надзору со стороны надлежащим образом созванного комитета (Статья 13). В протоколе должны быть рассмотрены этические вопросы и указано, что он соответствует Декларации (Статья 14). Исследования должны быть прекращены, если имеющаяся информация указывает на то, что первоначальные ожидания больше не удовлетворяются (Статья 17). Информация об исследовании должна быть общедоступной (Статья 16). Этические принципы распространяются на публикацию результатов исследования и рассмотрение любого потенциального конфликта интересов (Статья 27). Экспериментальные исследования всегда должны сравниваться с лучшими методами, но при определенных обстоятельствах может быть использовано плацебо или группа, не получающая лечения (Статья 29). Интересы участника после завершения исследования должны быть частью общей этической оценки, включая обеспечение его доступа к наилучшему проверенному методу лечения (Статья 30). Непроверенные методы следует тестировать в контексте исследований, если есть обоснования возможной пользы (Статья 32).

### Дополнительные руководства и правила
Исследователи часто оказываются в ситуации, когда им приходится следовать нескольким различным кодексам или руководствам, поэтому они должны понимать различия между ними. Одним из таких является международное руководство «Надлежащая клиническая практика» (GCP), в то время как в каждой стране могут существовать локальные правила, такие как «The Common Rule», в дополнение к требованиям FDA и Управления по защите исследований человека (OHRP) в США. Существует ряд доступных инструментов для их сравнения. В других странах есть руководства с аналогичной ролью, например, Политическое заявление Трех советов в Канаде. Дополнительные международные руководства включают руководства CIOMS, Совета Наффилда и ЮНЕСКО.

## История
Декларация была первоначально принята в июне 1964 года в Хельсинки, Финляндия, и с тех пор претерпела семь пересмотров (последний – на Генеральной Ассамблее в октябре 2013 года) и два уточнения, значительно увеличивших документ в объеме – с 11 пунктов в 1964 году до 37 в версии 2013 года. Декларация является важным документом в истории исследовательской этики, поскольку она является первой значительной попыткой медицинского сообщества регламентировать сами исследования и составляет основу для большинства последующих документов. До принятия Нюрнбергского кодекса 1947 года не существовало общепринятого свода правил поведения, регулирующего этические аспекты исследований с участием человека, хотя в некоторых странах, в частности в Германии и России, существовала национальная политика. Декларация развивала десять принципов, впервые изложенных в Нюрнбергском кодексе, и связала их с Женевской декларацией (1948 г.), заявлением об этических обязанностях врачей. Декларация более предметно касалась клинических исследований, что отражало изменения в медицинской практике по сравнению с термином «эксперименты на людях», использовавшимся в Нюрнбергском кодексе. Заметным изменением по сравнению с Нюрнбергским кодексом стало смягчение условий получения согласия, которое в Нюрнберге было «абсолютно необходимым». Теперь врачам нужно получать согласие, «если это вообще возможно», а исследования разрешалось проводить без личного согласия субъекта, если имелось согласие доверенного лица, например, законного опекуна (статья II.1).

### Первый пересмотр (1975 г.)
Пересмотренный вариант 1975 года был почти в два раза длиннее первоначального. В нем четко говорилось, что «забота об интересах субъекта должна всегда превалировать над интересами науки и общества». В нем также была введена концепция надзора со стороны «независимого комитета» (статья I.2), который стал системой институциональных наблюдательных советов (IRB) в США и комитетов по исследовательской этике или советов по этической экспертизе в других странах. В США правила, регулирующие IRB, вступили в силу в 1981 году и теперь закреплены в «The Common Rule». Информированное согласие получило дальнейшее развитие, стало более предписывающим и частично было перенесено из раздела «Медицинские исследования в сочетании с профессиональной помощью» в первый раздел (Основные принципы), при этом обязательство доказательства того, что согласие не требуется, было возложено на исследователя, который должен обосновать это перед комитетом. Понятие «законный опекун» было заменено на «ответственный родственник». Обязательство перед личностью стали превалировать над обязательством перед обществом (статья I.5), и были введены понятия этики публикаций (статья I.8). Любое экспериментальное вмешательство должно было сравниваться с наилучшим доступным способом лечения в качестве объекта сравнения (Статья II.2), и доступ к такому лечению должен был быть обеспечен (Статья I.3). Документ также стал гендерно нейтральным.

### Второй – четвертый пересмотры (1975 – 2000 гг.)
Последующие изменения в период с 1975 по 2000 год были относительно незначительными, поэтому версия 1975 года фактически регулировала исследования в течение четверти века. 

#### Второй и третий пересмотры (1983 г., 1989 г.)
Второй пересмотр (1983 год) предусматривал получение согласия несовершеннолетних, в случаях, когда это возможно. В третьем пересмотре (1989 г.) были дополнительно рассмотрены функции и структура независимого комитета. Однако с 1993 года Декларация перестала быть единственным универсальным руководством, поскольку CIOMS и Всемирная организация здравоохранения (ВОЗ) также разработали свое Международное этическое руководство по биомедицинским исследованиям с участием человека.

#### Четвертый пересмотр (1996 г.)
В ретроспективе это был один из самых значительных пересмотров, поскольку была добавлена фраза «Это не исключает использования инертного плацебо в исследованиях, где не существует доказанного диагностического или терапевтического метода» к статье II.3 («В любом медицинском исследовании каждому пациенту – включая пациентов контрольной группы, если таковая имеется, – должен быть обеспечен наилучший доказанный диагностический и терапевтический метод»). Критики утверждали, что испытания зидовудина в развивающихся странах нарушали это положение, поскольку зидовудин являлся наиболее доказанным методом лечения и группа плацебо должна была получать его. Это привело к тому, что Администрация по продуктам питания и лекарствам США (FDA) проигнорировало эту и все последующие поправки.

### Пятый пересмотр (2000 г.)

#### Справочные сведения
После четвертого пересмотра в 1996 году почти сразу же стало нарастать давление в сторону более фундаментального подхода к пересмотру декларации. Дальнейший пересмотр в 2000 году потребует мониторинга научных исследований с участием людей для обеспечения соблюдения этических стандартов. В 1997 году Лури и Вулф опубликовали свою основополагающую статью об испытаниях, касающихся ВИЧ, повысив осведомленность о ряде основных вопросов. Среди них были утверждения о том, что продолжающиеся испытания в развивающихся странах неэтичны, а также указывалось на фундаментальное несоответствие в решениях об изменении дизайна исследования в Таиланде, но не в Африке. Проблема использования плацебо, в свою очередь, подняла вопросы о стандартах оказания медицинской помощи в развивающихся странах и о том, что, как писала Марсия Энджелл, «человеческие субъекты в любой части мира должны быть защищены непреложным набором этических стандартов» (1988). В ноябре того же года Американская медицинская ассоциация выдвинула предложение о пересмотре, а предлагаемая поправка (17.C/Rev1/99) была опубликована в следующем году, вызвав многочисленные обсуждения и привела к проведению ряда симпозиумов и конференций. Рекомендации включали ограничение документа основными руководящими принципами. Было опубликовано множество редакционных статей и комментариев, отражающих различные точки зрения, в том числе опасения, что Декларация ослаблена сдвигом в сторону стандартов эффективности и утилитаризма (Rothman, Michaels and Baum 2000), и целый номер журнала Bulletin of Medical Ethics был посвящен этой дискуссии. Другие рассматривали его как пример «этического империализма» Энджелла, навязывания потребностей США развивающемуся миру, и противились любым, кроме самых незначительных изменений, или даже разделенного на части документа с твердыми принципами и комментариями, как это было в CIOMS. Идея этического империализма привлекла к себе особое внимание в связи с тестированием на ВИЧ, которое активно обсуждалось с 1996 по 2000 год из-за его центрального значения для вопроса о схемах профилактики вертикальной передачи вируса. Бреннан резюмирует это словами: «Принципы, воплощенные в нынешней Хельсинкской декларации, представляют собой деликатный компромисс, который мы должны изменять только после тщательного обсуждения». Тем не менее, то, что началось как спор по поводу конкретной серии испытаний и их дизайна в Африке к югу от Сахары, теперь имело потенциальные последствия для всех исследований. Эти последствия стали достоянием общественности, поскольку Хельсинкская декларация теперь гласила: «При лечении больного человека врач должен иметь право использовать новые диагностические и терапевтические меры, если, по его или ее мнению, они дают надежду на спасение жизни, восстановление здоровья или облегчение страданий».

#### Пятый пересмотр
Несмотря на то, что на большинстве встреч по поводу предлагаемых изменений не удалось достичь консенсуса, и многие утверждали, что декларация должна остаться без изменений или претерпеть лишь минимальные изменения, после продолжительных консультаций Рабочая группа  в конечном итоге выработала текст, который был одобрен Советом ВМА и принят Генеральной Ассамблеей 7 октября 2000 года  и который оказался самым масштабным и спорным пересмотром на сегодняшний день. Это было сделано отчасти для того, чтобы учесть расширение масштабов биомедицинских исследований с 1975 г. Во Введении устанавливаются права субъектов и описывается присущее им противоречие между необходимостью проведения исследований для улучшения общего блага и правами индивидуума. Основные принципы служат руководством для оценки того, насколько предлагаемое исследование соответствует ожидаемым этическим стандартам. Введенное в исходном документе различие между терапевтическими и нетерапевтическими исследованиями, критикуемое Левином , было устранено, чтобы подчеркнуть более общее применение этических принципов, но применение принципов к здоровым добровольцам прописано в статьях 18 – 9, а в статье 8 («те, кто не получит личной выгоды от исследования») они упоминаются как особо уязвимые. Объем этической экспертизы был расширен и теперь включает человеческие ткани и данные субъектов (статья 1), добавлена необходимость оспаривать общепринятые методы лечения (статья 6), а также установлен приоритет этических требований над законами и нормативными актами (статья 9).
Среди многих изменений особый акцент был на необходимости приносить пользу сообществам, в которых проводятся исследования, и привлечение внимания к этическим проблемам экспериментов на тех, кто не получит пользы от исследования, например, в развивающихся странах, где инновационные лекарства будут недоступны. Статья 19 впервые вводит концепцию социальной справедливости и расширяет сферу охвата от отдельных лиц до общества в целом, заявляя, что «исследования оправданы только в том случае, если существует разумная вероятность того, что население, в котором проводятся исследования, получит пользу от их результатов». Эта новая роль Декларации была одновременно как осуждена , так и высоко оценена . Macklin R. Future challenges for the Declaration of Helsinki: Сохранение доверия в условиях этических противоречий. Выступление на научной сессии Генеральной ассамблеи Всемирной медицинской ассоциации, сентябрь 2003 г., Хельсинки, и даже рассматривалась возможность сделать сноску с разъяснениями . Статья 27 расширила концепцию публикационной этики, добавив необходимость раскрытия конфликта интересов (отраженный в статьях 13 и 22) и включив предвзятость публикации в число этически проблематичного поведения.

#### Дополнительные принципы
В эту новую категорию были помещены наиболее спорные поправки  (статьи 29, 30). Вполне предсказуемо, что они, как и четвертый пересмотр, были связаны с текущими обсуждениями в области международных исследований в области здравоохранения. Дискуссии  указывают на то, что существовала необходимость дать четкий сигнал о недопустимости эксплуатации бедных слоев населения как средства достижения цели в ходе исследований, от которых они не получат никакой пользы. В этом смысле Декларация одобрила этический универсализм.
В статье 29 вновь говорится об использовании плацебо в тех случаях, когда «не существует доказанного» вмешательства. Удивительно, но несмотря на то, что формулировка практически не изменилась, это вызвало гораздо больший протест в данном пересмотре. Подразумевается, что плацебо не разрешается применять при наличии вмешательств с доказанной эффективностью. Вопрос о плацебо активно обсуждался еще до четвертого пересмотра, но в то же время он обострился, а на международном уровне по-прежнему вызывал споры. Этот пересмотр подразумевает, что при выборе дизайна исследования стандарты оказания медицинской помощи развитых стран должны применяться к любым исследованиям, проводимым на людях, в том числе в развивающихся странах. Формулировки четвертого и пятого пересмотров отражают позицию, занятую Ротманом и Мишелем  и Фридманом и др., известную как «ортодоксальность активного контроля». Противоположная точка зрения, высказанная Левином , Темплом и Элленбергом , называется «ортодоксальность плацебо» и утверждает, что плацебо-контроль более эффективен с научной точки зрения и оправдан там, где риск вреда невелик. Эта точка зрения утверждает, что там, где нет стандартов лечения, например, в развивающихся странах, уместны плацебо-контролируемые испытания. Утилитарный аргумент  гласит, что ущерб, нанесенный немногим (например, отказ от потенциально полезных вмешательств), оправдан ради блага многих будущих пациентов. Эти аргументы тесно связаны с концепцией распределительной справедливости – справедливого распределения бремени исследований. Как и в большей части Декларации, здесь есть возможность для интерпретации слов. По разным мнениям, «наилучшие текущие условия» относятся либо к глобальному, либо к локальному контексту .
Статья 30 вводит еще одну новую концепцию, согласно которой после завершения исследования пациентам «должен быть обеспечен доступ к наилучшему доказанному лечению», полученному в результате исследования, что является вопросом справедливости. Споры по этому поводу касаются того, получают ли испытуемые пользу от исследования и не оказываются ли они в конце в худшем положении, чем статус-кво до исследования, или от неучастия в исследовании, в сравнении с вредом от отказа в доступе к тому, чему они способствовали. Также остаются неясными операционные вопросы.

#### Послесловие
Учитывая отсутствие консенсуса по многим вопросам до пятого пересмотра, неудивительно, что споры не утихали. Дебаты по этим и смежным вопросам также выявили различия во взглядах между развитыми и развивающимися странами. Сион и соавторы (Zion 2000)  попытались более тщательно сформулировать дискуссию, изучив более широкие социальные и этические проблемы и реалии жизни потенциальных субъектов, а также признав ограниченность абсолютной универсальности в многообразном мире, особенно в контексте, который может считаться элитарным и структурированным по половому и географическому признаку. Как отмечает Маклин, обе стороны могут быть правы, поскольку справедливость «не является однозначным понятием».

### Пояснения к статьям 29, 30 (2002 – 2004 гг.)
Разъяснительные примечания (сноски) к статьям 29 и 30 были добавлены в 2002 и 2004 годах соответственно, в основном под давлением США (CMAJ 2003, Blackmer 2005). Разъяснение 2002 года к статье 29 было ответом на многочисленные опасения по поводу очевидной позиции WMA в отношении плацебо. Как говорится в примечании WMA, существовали «различные интерпретации и, возможно, путаница». Затем были перечислены обстоятельства, при которых плацебо может быть «этически приемлемым», а именно «убедительные... методологические причины» или «незначительные состояния», когда «риск серьезного или необратимого вреда» считается низким. По сути, это сместило позицию WMA в сторону того, что считается «золотой серидиной» . Учитывая отсутствие консенсуса, это лишь сместило основу для споров, которые теперь распространились на использование союза «или». По этой причине в сноске указано, что данная формулировка должна толковаться в контексте всех остальных принципов Декларации.
На встрече 2003 года статья 30 обсуждалась и дальше, было предложено еще одно разъяснение , но оно не привело к сближению мнений, и поэтому принятие решения было отложено еще на год , однако вновь было принято обязательство защищать уязвимые слои населения. Новая рабочая группа рассмотрела статью 30 и в январе 2004 года рекомендовала не вносить в нее поправки. Позже в том же году Американская медицинская ассоциация предложила дополнительное уточнение, которое было включено в текст. В этом уточнении вопрос о послесудебном уходе стал предметом рассмотрения, а не абсолютной гарантией.
Несмотря на эти изменения, как и предсказывал Маклин, консенсус не был достигнут, и некоторые считали, что Декларация не соответствует современным представлениям, и даже вопрос о будущем Декларации стал предметом предположений .
Было проведено значительное обсуждение наиболее эффективного подхода к решению проблем, связанных с пунктом 30. Две различные рабочие группы изучили этот вопрос и выдвинули различные предложения, которые включают в себя возможные изменения этого пункта, включение преамбулы и введение уточняющего примечания (аналогичного тому, что было включено в пункт 29). На заседании Совета ВМА во Франции в мае 2004 года Американская медицинская ассоциация представила последующее уточняющее заявление:
«ВМА подтверждает свою позицию, согласно которой на этапе планирования исследования необходимо определить положения о доступе участников исследования к профилактическим, диагностическим и терапевтическим процедурам, признанным полезными в ходе исследования, или о доступе к другим соответствующим медицинским услугам после завершения исследования. Конкретные положения о доступе после исследования или альтернативном уходе должны быть изложены в протоколе исследования, чтобы комитет по этической экспертизе мог оценить эти положения в ходе своей оценки».

### Шестой пересмотр (2008 г.)
Шестой цикл пересмотра начался в мае 2007 года. Он состоял из объявления о приеме заявок, который завершился в августе 2007 года. Техническое задание предусматривало лишь ограниченный пересмотр по сравнению с 2000 годом. В ноябре 2007 года был опубликован проект пересмотра для консультаций до февраля 2008 года , по итогам которых в марте в Хельсинки был проведен семинар. Затем эти комментарии были включены во второй проект в мае. После этого были проведены семинары в Каире и Сан-Паулу, а в августе 2008 года комментарии были обобщены. Затем Рабочая группа разработала окончательный текст для рассмотрения Комитетом по этике и, наконец, Генеральной Ассамблеей, которая утвердила его 18 октября. Общественное обсуждение было относительно незначительным по сравнению с предыдущими циклами и в целом благоприятным. Материалы были получены из множества источников, некоторые из которых были опубликованы, например, Феминистские подходы к биоэтике. Другие включают CIOMS и правительство США.

### Седьмой пересмотр (2013 г.)
Последняя редакция Хельсинкской декларации (2013 г.) отразила споры о стандартах оказания медицинской помощи, возникшие в результате испытаний вертикальной передачи инфекции. Пересмотренная декларация 2013 года также подчеркивает необходимость распространения результатов исследований, в том числе негативных и неубедительных, а также включает требование о лечении и компенсации за травмы, связанные с исследованиями. Кроме того, считается, что обновленная версия более актуальна в условиях ограниченных ресурсов – в частности, в ней говорится о необходимости обеспечить доступ к вмешательству, если доказана его эффективность.

## Перспективы
Споры и национальные разногласия по поводу текста Декларации продолжаются. Администрация по продуктам питания и лекарствам США отклонило редакцию 2000 года и последующие, признав только третью (1989), а в 2006 году объявило, что отменит все ссылки на Декларацию. После консультаций, включавших выражение озабоченности, 28 апреля 2008 года было опубликовано окончательное решение, заменяющее Хельсинскую декларацию надлежащей клинической практикой с октября 2008 года. Это вызвало ряд опасений в связи с очевидным ослаблением защиты субъектов исследований за пределами США.  Обучение в NIH по защите участников исследований с участием человека больше не ссылается на Хельсинскую декларацию. Европейский союз также ссылается только на версию 1996 г. в Директиве ЕС по клиническим исследованиям, опубликованной в 2001 г. Европейская комиссия, однако, ссылается на пересмотренный вариант 2000 г. Несмотря на то, что Декларация была центральным документом, определяющим исследовательскую практику, ее будущее ставится под сомнение. Среди проблем – очевидный конфликт между руководствами, такими как документы CIOMS и Наффилдского совета. Другой вопрос – должен ли он концентрироваться на основных принципах, а не быть более предписывающим и, следовательно, противоречивым. Он постоянно расширялся и подвергался все более частым пересмотрам. Недавние споры подрывают авторитет документа, как и очевидное отступление от него крупных организаций, и любая переформулировка должна охватывать глубоко и широко распространенные ценности, поскольку постоянные изменения в тексте не подразумевают авторитетности. Фактическая претензия на авторитет, особенно на глобальном уровне, благодаря включению слова «международный» в статью 10, была оспорена .

### Превосходство Декларации в течение длительного времени
В Хельсинкской декларации наметилась заметная тенденция к более частым изменениям. Однако важно отметить, что только два пересмотра – в 1975 и 2000 годах – внесли существенные поправки. Это означает, что между всеобъемлющими пересмотрами (с 1964 по 1975 год) был 11-летний перерыв, а между следующими пересмотрами (с 1975 по 2000 год) – 25-летний. Следовательно, у Декларации, в основном в ее версии 1975 года, была четверть века, чтобы утвердиться в сообществе медицинских исследований, и это в значительной степени способствовало ее нынешнему статусу.

## Всемирная медицинская ассоциация (ВМА)
Одно из возможных объяснений заключается в том, что легитимность этого документа обусловлена тем, что он является официальным заявлением Всемирной медицинской ассоциации (ВМА). Эта организация представляет собой крупнейшее глобальное собрание врачей, и, следовательно, можно утверждать, что ВМА является авторитетной и надежной структурой для издания заявлений от имени всего медицинского сообщества .
Однако историческое наблюдение опровергает мнение о том, что этим объясняется авторитет Хельсинкской декларации. Можно утверждать, что Декларация была наиболее широко признана в качестве авторитетного документа в период с конца 1970-х годов (после широкого распространения поправки 1975 года) до середины – конца 1990-х годов, когда стали появляться все более настойчивые требования внести изменения в Декларацию. Примечательно, что этот период был отмечен значительными внутренними волнениями внутри ВМА. В 1980-х годах группа стран, известная как «Торонтская группа», в которую входила Великобритания, вышла из состава ВМА из-за постоянных возражений, связанных с тем, что Южноафриканская медицинская ассоциация не осудила апартеид. Исторические события в конечном итоге привели к примирению этого раскола, и к 1995 году все страны, ранее вышедшие из состава ВМА, вновь вступили в нее . 

## История пересмотров
- 29th WMA General Assembly, Токио, октябрь 1975
- 35th WMA General Assembly, Венеция, октябрь1983
- 41st WMA General Assembly, Гонконг, сентябрь 1989
- 48th WMA General Assembly, Сомерсет-Уэст, ЮАР, октябрь 1996
- 52nd WMA General Assembly, Эдинбург, октябрь 2000
- 53rd WMA General Assembly, Вашингтон, октябрь 2002 (добавлено разъяснение)
- 55th WMA General Assembly, Токио, октябрь 2004 (добавлено разъяснение)
- 59th WMA General Assembly, Сеул, октябрь 2008
- 64th WMA General Assembly, Форталеза, Бразилия, октябрь 2013